# John Fulton (torero)
John Fulton (Filadelfia, Pensilvania; 25 de mayo de 1932-Sevilla, 20 de febrero de 1998) fue un torero y pintor estadounidense que se estableció en Sevilla.

## Biografía
Tomó la alternativa en la Real Maestranza el 18 de julio de 1963, siendo apadrinado por José María Montilla, actuando de testigo César Franco. Fue uno de los pocos matadores de toros nacido en Estados Unidos. Compartió cartel con figuras tan conocidas como Manuel Benítez el Cordobés, Antonio Ordóñez y Pepe Luis Vázquez.